# Kim Stanley Robinson
Kim Stanley Robinson (Waukegan, Illinois, 23 de marzo de 1952) es un escritor estadounidense que ha cultivado fundamentalmente el género de la ciencia ficción. Ha publicado diecinueve novelas y numerosos cuentos cortos, pero sus obras más conocidas son de su Trilogía marciana. Muchas de sus historias tratan de temas ecológicos, culturales y políticos, usando, generalmente, científicos como héroes. Robinson ha ganado varios premios, incluyendo el premio Hugo a la mejor novela, el premio Nébula a la mejor novela y el Premio Mundial de Fantasía. Titulado en las universidades de California, Boston y San Diego, escribe su tesis doctoral acerca de las novelas de Philip K. Dick. Tras vivir en California, Washington D. C. y en Suiza durante los años 1980, actualmente está asentado en California.

## Carrera
En 1978, Robinson se mudó a Davis, California, para tomar un descanso de sus estudios realizados en UC San Diego. Durante ese tiempo, trabajó como vendedor de libros para Orpheneus Books. También, enseñó composición y otros cursos en la universidad de California.  En 1982, Robinson entró a un doctorado en inglés, en UC San Diego. Su primer consejero de doctorado fue Fredric Jameson, un crítico literario, que le sugirió a Robinson leer el trabajo de Philip K. Dick. Jameson le describió al autor como «el mejor autor americano vivo». La tesis de doctorado realizada por Robinson fue publicada en 1984, llamada The Novels of Philip K. Dick.  En el 2008, la revista Time Magazine calificó a Robinson como «un héroe del medio ambiente» por su visión optimista del futuro. En el 2009, Robinson fue instructor en Clarion Workshop. En el 2010, fue invitado de honor a la 68.ª Convención mundial de Ciencia Ficción, celebrada en Melbourne, Australia. En abril del 2011, Robinson participó en la segunda conferencia anual del Repensamiento del Capitalismo, oficiada en la Universidad de California, Santa Cruz. Entre otros puntos, su charla se enfocó en la naturaleza crítica del capitalismo.

## Temas importantes

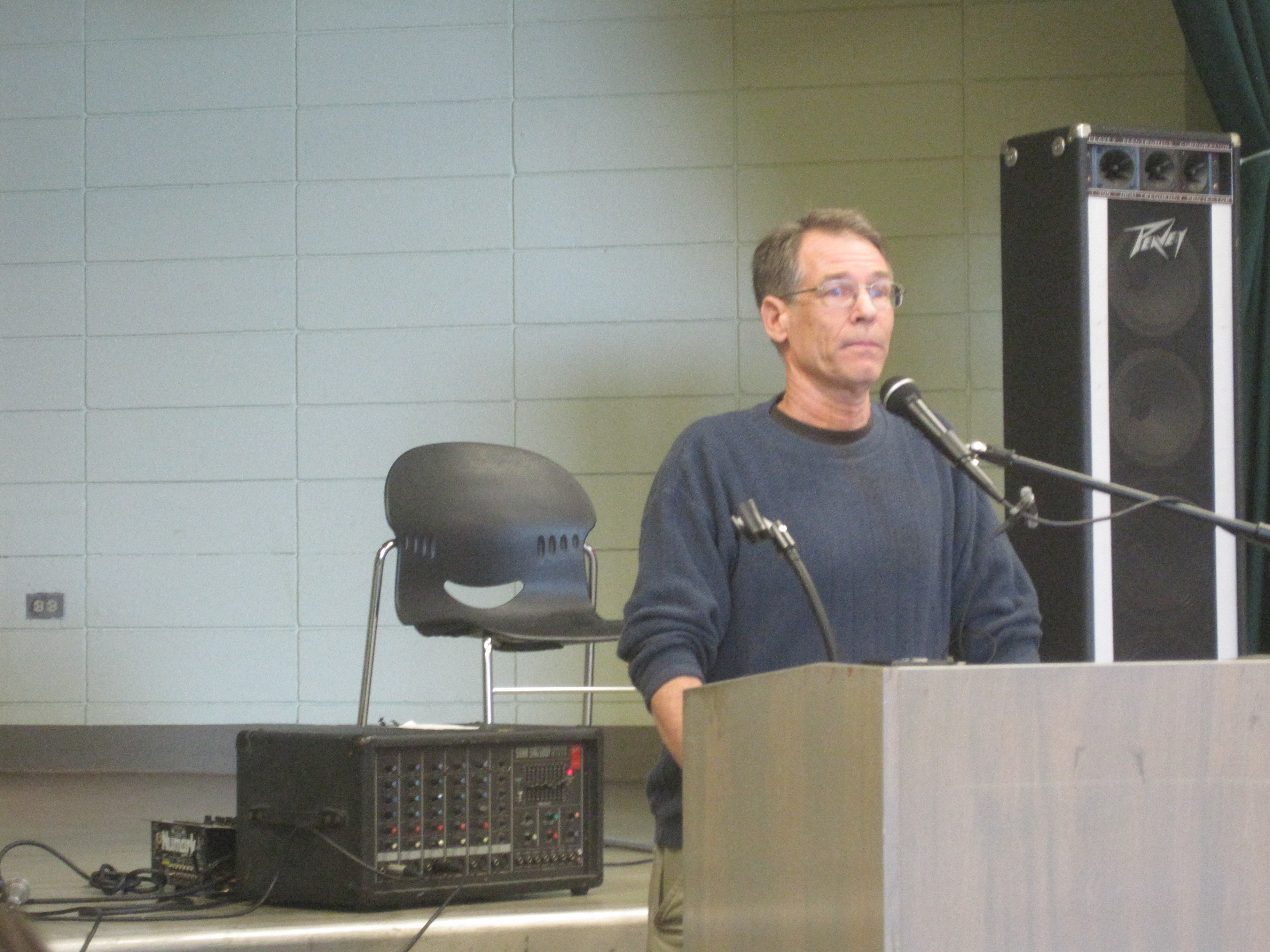
Kim Stanley Robinson en la Feria del Libro Anarquista en San Francisco

Naturaleza y cultura
Sheldon Brown describió las novelas de Robinson como una manera de explorar las formas en que la naturaleza y la cultura se reformulan continuamente una a la otra: Three Californias Trilogy sobre el futuro de California; Whashington DC manejando el impacto del cambio climático en la serie Science in the Capitol; Marte como sustituto de la Tierra en la Trilogía marciana, para pensar la re-ingeniería a escala global, tanto en sus condiciones sociales como naturales.
Sustentabilidad ecológica
Virtualmente, todas las novelas de Robinson tienen un componente importante de ecología, siendo la sustentabilidad uno de los principales temas. La trilogía The Orange Country, trata acerca de la manera en que la tecnología se interseca con la naturaleza, enfatizando la importancia de mantener el equilibrio entre ambas. En la Trilogía marciana, una de las principales divisiones entre la población de Marte está basada en opiniones divergentes sobre la terraformación. Los colonos debaten si el paisaje marciano estéril tiene o no un valor ecológico o espiritual en comparación con una biosfera como la de la Tierra. Forty Signs of Rain tiene un núcleo de pensamiento totalmente ecológico, con el calentamiento global como su tema central. 
Economía y justicia social
El trabajo de Robinson explora alternativas al capitalismo moderno. En la Trilogía marciana, se argumenta que el capitalismo es una extensión del feudalismo, que puede ser remplazado en el futuro por un sistema económico más democrático. La propiedad comunal y cooperativa figuran en Marte verde y Marte azul como sustitutos de las corporaciones. En la trilogía Orange Country, se exploran arreglos similares. La novela Pacific Edge incluye la idea de atacar el marco legal detrás de las corporaciones dominantes, para así promover la igualdad social. Tim Kreider escribió en New Yorker que Robinson podría ser uno de los más grandes novelistas políticos de su país, y describe cómo Robinson usa su Trilogía marciana como una modelo para una utopía creíble.
Frecuentemente el trabajo de Robinson retrata personajes que luchan para preservar y mejorar el mundo que los rodea en un ambiente caracterizado por el individualismo y el emprendedurismo. Robinson ha sido descrito como anticapitalista, y su trabajo a menudo retrata una forma de capitalismo de frontera que promueve ideales igualitarios que se parecen mucho a los sistemas socialistas, frente a un capitalismo sostenido por corporaciones hegemónicas atrincheradas. En particular, su Constitución Marciana apunta a ideas socialdemócratas, enfatizando explícitamente un elemento de participación comunitaria en la vida política y económica.
A menudo, la obra de Robinson retrata el futuro de manera similar al mítico Viejo Oeste, expresando sentimentalismo por la libertad y el salvajismo de la frontera. Esta estética incluye la preocupación por los modelos competitivos de organización política y económica.
Los temas medioambientales, económicos y sociales que trata Robinson contrastan marcadamente con la ciencia ficción libertariana prevalente en el género (con Robert A. Heinlein, Poul Anderson, Larry Niven, y Jerry Pournelle como ejemplos prominentes), y su trabajo ha sido considerado el intento más exitoso de llegar a una audiencia masiva con una visión utópica anticapitalista y de izquierda, desde la novela Los desposeídos, de Ursula K. Le Guin.
Científicos y ciudadanos
A menudo, la obra de Robinson muestra a los científicos como héroes. Son retratados de forma mundana en comparación con otras obras del género: en lugar de ser aventureros o héroes de acción, los científicos de Robinson adquieren una importancia crítica debido a sus descubrimientos, su colaboración con otros científicos, su activismo político o al devenir figuras públicas. La Trilogía marciana y Tiempos de arroz y sal confían fuertemente en la idea de que los científicos deben garantizar la comprensión pública y el uso responsable de sus descubrimientos. Los científicos de Robinson emergen frecuentemente como las mejores personas para dirigir las políticas públicas sobre cuestiones medioambientales y tecnológicas importantes, de las cuales los políticos a menudo son ignorantes.

## Obra
Su obra ha sido catalogada por los críticos como "ciencia ficción literaria" y a menudo sus libros tratan acerca de la ecología y sociología. Su obra cumbre es, sin duda, la Trilogía marciana, un ejemplo de ciencia ficción dura. Sus obras son:
- La playa salvaje (The Wild Shore, 1982)
- Icehenge (1984)
- La costa dorada (The Gold Coast, 1988)
- Trilogía marciana
  - Marte rojo (Red Mars, 1992)
  - Marte verde (Green Mars, 1993)
  - Marte azul (Blue Mars, 1996)
  - Los marcianos (The Martians, 1999), complemento a la trilogía
- Antártida (Antarctica, 1997)
- Tiempos de arroz y sal (The Years of Rice and Salt, 2002)
- Trilogía de la ciencia en la capital
  - Señales de Lluvia (Forty Signs of Rain, 2004)
  - Fifty Degrees Below (2005)
  - Sixty Days and Counting (2007)
- El sueño de Galileo ✍ (2009)
- 2312 (2012)
- Chamán ✍ (2013)
- Aurora ✍ (2015)
- Nueva York 2140 ✍ (2017)
- Luna roja (Red Moon, 2018)
- El ministerio del futuro (2021)

## Premios
- 1984: Premio SF Chronicle de relato largo por Black Air
- 1987: Premio Nébula a la mejor novela corta por The Blind Geometer
- 1991: Premio John W. Campbell Memorial por Pacific Edge
- 1991: Premio Locus a la mejor novela corta por A Short, Sharp Shock
- 1992: Premio SF Chronicle de relato por Vinland the Dream
- 1993: Premio Nébula a la mejor novela por Marte rojo
- 1994: Premio Británico de Ciencia Ficción de novela por Marte rojo
- 1994: Premio Hugo a la mejor novela por Marte verde
- 1994: Premio Locus a la mejor novela de ciencia ficción por Marte verde
- 1997: Premio Ignotus a la mejor novela extranjera por Marte rojo
- 1997: Premio Locus a la mejor novela de ciencia ficción por Marte azul
- 1997: Premio Hugo a la mejor novela por Marte azul
- 1998: Premio Ignotus a la mejor novela extranjera por Marte verde
- 1998: Premio Gigamesh de novela por Marte verde
- 1999: Premio Seiun por Marte rojo
- 1999: Encuesta Locus sobre mejor novela corta de todos los tiempo: Green Mars (1985) - Puesto 23.º
- 2003: Premio Locus a la mejor novela de ciencia ficción por Tiempos de arroz y sal
- 2012: Premio Nébula a la mejor novela por 2312